# بحيرة سابرينا
بحيرة سابرينا بحيرة سابرينا هي بحيرة التي أنشأت من بناء السدود على مفترق الأسقف الخور. وهي تقع إلى الجنوب الغربي من الأسقف، كاليفورنيا ولاية كاليفورنيا على الطريق 168، في اينو الوطنية للغابات. تم بناء السد في 1907-8 لتوفير تدفق مستمر من المياه إلى محطات توليد الطاقة الهيدروليكية. البحيرة هي جزء من نظام الأسقف الخور.
السكان المحليين نطق البحيرة «ساه-بري-نوح.» ومع ذلك، فإن البحيرة كانت قد سميت في الأصل بعد السيدة صابرينا (وضوحا: سوه-بري-نوح)، التي هي زوجة سي ام هوبز أول مدير عام لشركة الطاقة التي بنيت السد كاليفورنيا نيفادا . والسبب في كون نطق اسم البحيرة غير واضح بسبب التغير على مر السنين.

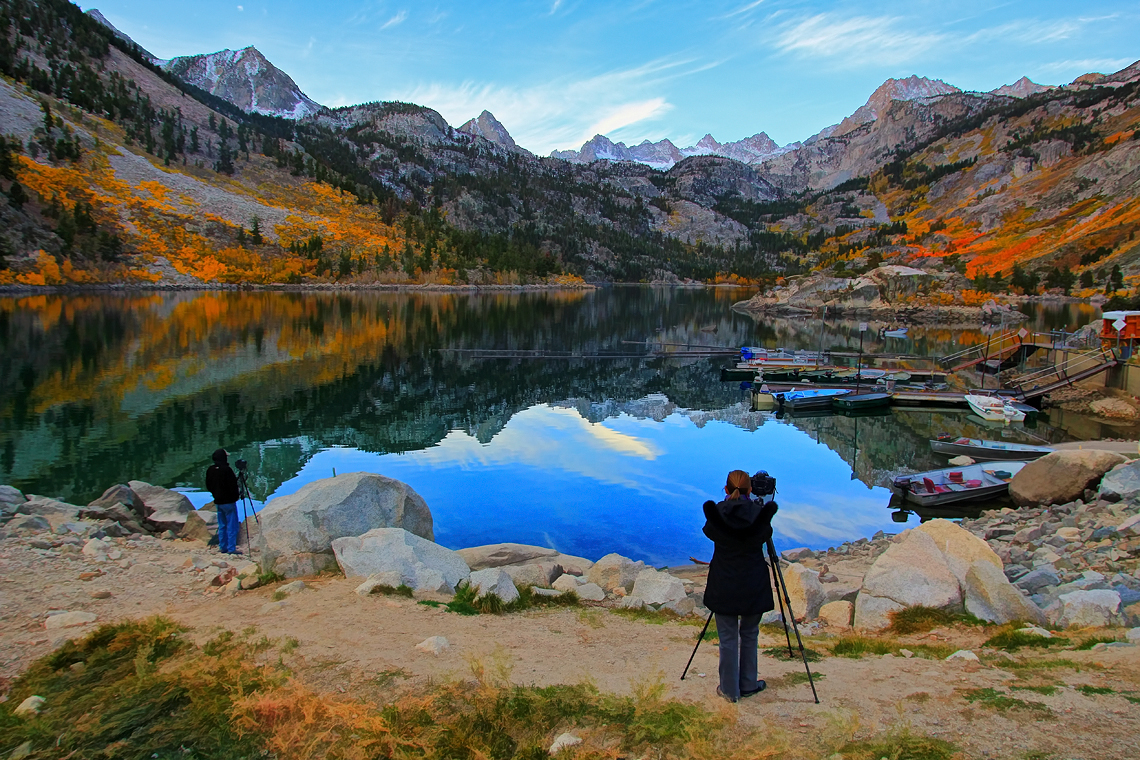
بحيرة سابرينا

## وصلات خارجية
- Lake Sabrina Boat Landing
- Bishop Creek Canyon

‌